# Ai cessi in tassì
Ai cessi in tassì (Taxi zum Klo) è un film tedesco del 1980 diretto da Frank Ripploh.
Il film, che tratta delle vicende di un insegnante omosessuale a Berlino Ovest, è con ogni probabilità autobiografico.

## Trama
(Frank)
Berlino Ovest, fine anni settanta. Frank, detto Peggy, è un insegnante omosessuale che vive con il suo compagno Bernd. I due uomini hanno visioni diverse della vita e dell'omosessualità: Bernd ama stare tranquillo e sogna di trasferirsi in campagna, mentre Frank, più inquieto, è alla ricerca di continue avventure sessuali con uomini di ogni tipo, nei luoghi più disparati (strade, bagni pubblici, saune, battuage).
Bernd inizialmente accetta questa situazione, tenendo la casa in ordine e comportandosi da partner amorevole, ma a poco a poco i due si sentono sempre più distanti. A un ballo in maschera, i due litigano e decidono di lasciarsi: Bernd si trasferirà in campagna, mentre Frank resterà nella metropoli; finito il ballo, si reca al lavoro nella sua scuola senza cambiarsi d'abito, vestito da danzatrice orientale.

## Riconoscimenti
- Max Ophüls Preis: 1981
- Boston Society of Film Critics Award: 1982